# Hexapla

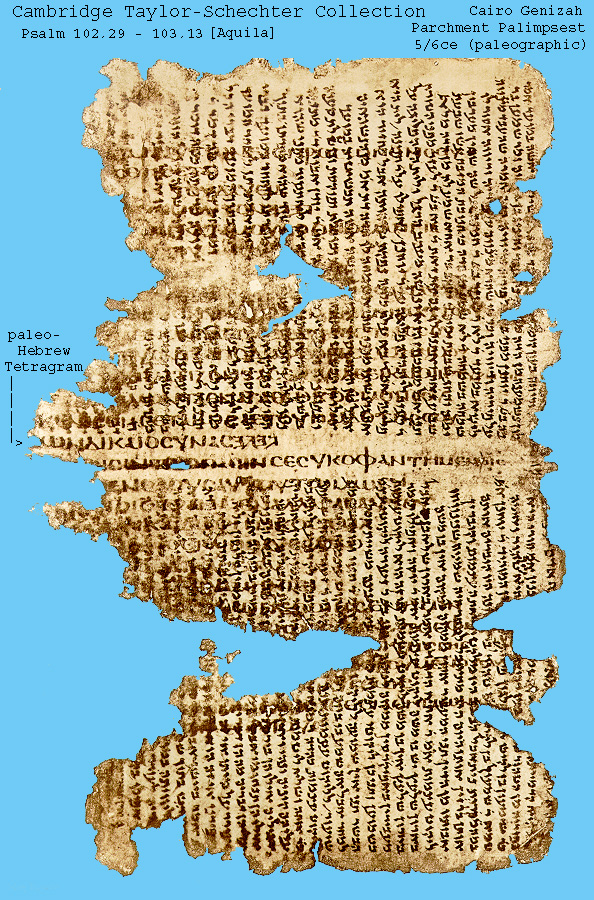
zlomek Hexaply zobrazujíci žalm 102 a 103 v Aquilově překladu

Hexapla (řecky „šesterá“) označuje text Starého zákona, sestavený v první polovině 3. století Órigenem, který v šesti sloupcích přináší různé verze starozákonního textu:
- původní hebrejský text;
- fonetický přepis hebrejského textu pomocí řecké abecedy, tzv. Secunda;
- řecký překlad Aquilův;
- řecký překlad Symmachův;
- řecký překlad Septuaginty;
- řecký překlad Theodotiónův.

Uspořádání Hexaply umožňovalo rychlou a jednoduchou konzultaci biblického textu, a to nejen původního hebrejského, ale i řeckého překladu užívaného křesťany (Septuaginta) s dalšími řeckými překlady, neboť obsahovala též překlad ebionity Symmacha, velmi doslovný překlad Aquilův (řecký konvertita k judaismu) a židovský překlad Theodotiónův. V textu Septuaginty Órigenés označuje zvláštními značkami pasáže, které neodpovídají zcela hebrejskému textu, a také pasáže, které v hebrejském textu úplně chybějí.
Hexapla zřejmě existovala v jediném rukopise (který měl údajně šest tisíc stran a padesát svazků) a byla uložena v Kaisareji. Z jejího znění vycházel při překladu latinské Vulgaty i svatý Jeroným. Do současné doby se Hexapla dochovala pouze fragmentárně, tyto zlomky byly vydány v několika edicích.
Význam Hexaply spočívá v tom, že jejím sestavením Órigenés položil základy textové kritiky – jedná se o první dílo, které lze označovat za skutečně vědeckou, textologickou edici.